# Athetis ochreosignata
Athetis ochreosignata là một loài bướm đêm trong họ Noctuidae.